# Bembidion laterimaculatum
Bembidion laterimaculatum är en skalbaggsart som beskrevs av Victor Ivanovitsch Motschulsky. Bembidion laterimaculatum ingår i släktet Bembidion och familjen jordlöpare. Inga underarter finns listade i Catalogue of Life.